# Mentalność ofiary
Mentalność ofiary jest nabytą cechą osobowości, charakteryzującą się tendencją do uważania siebie za ofiarę wrogich czynów innych ludzi i podtrzymywania tego poglądu nawet w obliczu dowodów przeczących zaistnieniu takich okoliczności. Rozwój mentalności ofiary zależy od procesów rozumowania i atrybucji. W niektórych przypadkach ludzie z mentalnością ofiary faktycznie byli ofiarami złych czynów innych osób, albo cierpieli bez własnej winy. Jednakże takie sytuacje nie muszą koniecznie powodować powstania tego syndromu.
Termin ten jest także używany w odniesieniu do tendencji do obwiniania innych ludzi za własne problemy, co także jest nazywane wiktymizacją.
Mentalność ofiary jest głównie nabyta, na przykład od członków rodziny lub tworzy się wskutek różnych przeżyć z okresu dzieciństwa. Także przestępcy często myślą o sobie w kategoriach mentalności ofiary, wierząc że są etycznymi ludźmi, którzy dokonują przestępstw tylko w reakcji na zepsucie świata, a władze nieuczciwie ich prześladują.

## Geneza
W podstawowym sensie, ofiarą jest każdy kto doświadcza urazu, utraty, lub cierpienia w efekcie jakiegoś wydarzenia lub serii wydarzeń. To negatywne doświadczenie nie jest jednak wystarczające do pojawienia się poczucia bycia ofiarą. Ludzie mogą identyfikować się jako ofiary, jeśli wierzą, że:
- zostali zranieni;
- nie byli przyczyną powstania raniącej sytuacji;
- nie mieli obowiązku zapobieżenia szkodzie;
- problem zasadza się na niesprawiedliwym naruszeniu ich praw (przez inną osobę) lub to ich pozytywne cechy (np. siła charakteru, dobroć) sprawiają, że stali się obiektem ataku
- oczekują współczucia[7].

Pragnienie współczucia jest kluczowe pod tym względem, że samo wystąpienie szkodliwego zdarzenia nie jest wystarczające dla powstania poczucia bycia ofiarą. W tym celu potrzeba dodatkowo uważać szkodę za nieoczekiwaną, niesprawiedliwą i niemoralną, coś przed czym nie sposób było się uchronić. Potrzeba uzyskania współczucia i zrozumienia może pojawić się z biegiem czasu.
Osoba z mentalnością ofiary może wierzyć, że:
- jej życie jest serią wyzwań skierowanych specjalnie przeciwko niej;
- życie jest pod wieloma względami straszne i poza jej kontrolą;
- z powodu trudnych doświadczeń życiowych zasługuje na współczucie;
- ma zbyt małe możliwości aby odmienić swój los, więc nawet nie będzie próbować;

Mentalność ofiary bywa skutkiem przemocy. Osoby nią dotknięte zwykle doświadczyły kryzysu lub traumy.
W swej istocie mentalność ofiary jest sposobem uniknięcia odpowiedzialności i krytyki, uzyskania uwagi i współczucia, oraz opanowania własnego uczucia gniewu.

## Cechy
Mentalność ofiary może manifestować się w szeregu różnych zachowań oraz sposobów myślenia i mówienia:
- Identyfikowanie innych jako przyczyny niekorzystnej sytuacji i pomijanie osobistej odpowiedzialności za własne życie i jego okoliczności[10].
- Okazywanie wzmożonej uwagi (nadmiernej czujności) w obecności innych.
- Wyczulenie lub przeczulenie na negatywne intencje innych ludzi.
- Wiara że inni ludzie mają więcej szczęścia w życiu.
- Ulga czerpana z litowania się nad sobą i uzyskiwania współczucia innych ludzi.

Mentalność ta typowo wiąże się z nastawieniem pesymistycznym, użalaniem się nad sobą i skrytym gniewem Ludzie ci mogą ułożyć przekonujące i złożone wyjaśnienia wspierające ich przekonania, a następnie użyć ich do wytłumaczenia sobie i innym danej sytuacji.
Ludzie z mentalnością ofiary mogą również:
- posiadać realistyczną ocenę swojej bieżącej sytuacji, jednak bez poświęcania uwagi i zainteresowania jej przyczynami[12]
- mieć tendencję do introspekcji
- uważać, że mają szczególne prawa i okazywać w związku z tym egoizm[13]
- mieć nastawienie obronne: W rozmowie odczytują negatywne intencje w neutralnych sprawach i reagują oskarżeniem, tworząc konflikt i nie dopuszczając do wspólnego rozwiązywania problemów.
- kategoryzować: np. dzieląc ludzi na „dobrych” i „złych”, bez szarej strefy pomiędzy, lub szufladkując ich w inny sposób[10]
- unikać przygód: są ogólnie niechętni podejmowania nawet małego i skalkulowanego ryzyka; podkreślają znaczenie i prawdopodobieństwo negatywnych skutków
- wykazywać wyuczoną bezradność: nie doceniają swoich zdolności i wpływu na sytuację, czują się bezsilni
- poniżać się: ustawiają się na jeszcze gorszej pozycji niż wynikałoby to z sytuacji i oceny innych ludzi

Mentalność ofiary może być odzwierciedlona w manierach językowych, np.
- w sygnalizowaniu bezsilności („nie mogę...”),
- okazywaniu braku możliwości wyboru („muszę...”, „nie mam wyboru...”),
- bierno-agresywnej pokorze („nie wiem”, „ty zdecyduj”)

Inne cechy mentalności ofiary obejmują:
- potrzebę rozpoznania – dążenie do potwierdzenia i docenienia przez innych że jest się czyjąś ofiarą. To potwierdzenie pomaga wzmocnić podstawowe założenia na temat siebie, innych, sytuacji i ogólnie świata. Także domniemani prześladowcy powinni być świadomi swoich złych czynów.
- elityzm moralny – percepcja własnej wyższości moralnej i niemoralności drugiej strony, zarówno na indywidualnym, jak i grupowym poziomie. Na poziomie osobniczym zwykle oznacza to czarno-białą wizję moralności i czynów. Osoba zaprzecza swoim agresywnym tendencjom i widzi siebie jako słabą i prześladowaną, a inni są zagrażający, prześladujący i niemoralni. W ten sposób domniemana ofiara podtrzymuje swój czysty wizerunek. Na poziomie grupowym elityzm moralny podkreśla szkody czynione przez drugą stronę, własną wyższość i uzasadnia własną agresję jako etyczną obronę przed niemoralnym atakiem.
- brak empatii – ponieważ domniemane ofiary są skoncentrowane na własnym cierpieniu, nie są skłonne do rozpraszania swojej uwagi cierpieniem innych i osłabiania w ten sposób siły własnego wyrazu. Zwykle ignorują cudze cierpienie lub zachowują się samolubnie. Na poziomie grupowym, grupy są owładnięte własną martyrologią, nie chcą zewnętrznej perspektywy i okazują mniej empatii swoim adwersarzom, nie przyjmując odpowiedzialności za szkody które sami wyrządzają. W efekcie cała grupa zachowuje się egoistycznie.
- przeżuwanie – ofiary poświęcają mnóstwo uwagi swoim nieszczęściom, ale głównie ich przyczynom i skutkom, a nie możliwym rozwiązaniom. To rodzi agresję w odpowiedzi na zaczepki, zmniejsza pragnienie wybaczenia i skłania do mściwości. Podobna dynamika jest obecna na poziomie grupowym.

## Ofiary maltretowania i manipulacji
Ofiary maltretowania i manipulacji często zostają schwytane w pułapce widzenia siebie w roli ofiary. Psychologiczny profil wiktymizacji obejmuje ciągłe poczucie beznadziejności, bierności, utraty kontroli, pesymizm, negatywne myślenie, silne poczucie winy, wstydu, samooskarżanie i smutek. Ten sposób myślenia wciąga człowieka w otchłań beznadziei i desperacji. Długi czas może być potrzebny terapeucie na zbudowanie relacji zaufania z ofiarą. Często istnieje zgeneralizowana nieufność do autorytetów i oczekiwanie zranienia i wykorzystania.

## Wyzwolenie
W 2005 roku, badania prowadzone przez psychologa Charlesa R. Snydera wskazały, że jeśli osoba z mentalnością ofiary wybaczy sobie i zaakceptuje sytuację która ją do tego doprowadziła, symptomy zespołu wstrząsu pourazowego i wrogości mogą zostać opanowane
Dla dorastających ofiar grupy wsparcia oraz psychodrama pozwalają na zdobycie realistycznej oceny przeszłych traum. Pozwalają one też poznać własne emocje i wyrazić je w kontrolowany sposób. Grupy wsparcia umożliwiają ćwiczenie asertywności i uzyskiwanie zdrowego wsparcia bez wzmacniania szkodliwych sposobów myślenia.
Inne skuteczne techniki terapeutyczne opierają się na ideach inteligencji emocjonalnej, terapii poznawczo-behawioralnej i umiejscowieniu kontroli. Te metody dowiodły swej skuteczności w rozpoznaniu i zmianie mentalności.

## Trauma i mentalność ofiary
Trauma może podkopać pozytywne nastawienie wobec świata jako sprawiedliwego i rozsądnego miejsca. Badania naukowe dowodzą, że potwierdzenie traumy jest istotne dla psychicznego uzdrowienia. Jest zupełnie normalne, że ofiary chcą aby sprawcy wzięli odpowiedzialność za swoje czyny. De Lint i Marmo odkryli istnienie „antywiktymizacji” – nastawienia społecznego w którym oczekuje się od ofiar okazywania hartu ducha i nieokazywania bólu, który jest odbierany jako oznaka słabości. To tworzy środowisko w którym ofiara okazuje ból, tylko po to aby być za to osądzoną.
Wiktymologia jest nauką o społecznym odbiorze ofiar i ich cierpienia z socjologicznego i psychologicznego punktu widzenia. Ludzie będący ofiarami przestępstw mają skomplikowany stosunek do etykiety „ofiary”, mogą czuć się zobowiązani do jej zaakceptowania aby uzyskać pomoc; mogą czuć, że akceptacja tej etykietki jest konieczna dla uniknięcia winy; mogą chcieć odrzucić ją aby uniknąć stygmatyzacji, albo dać sobie poczucie kontroli; mogą akceptować tę rolę, pożądając raczej sprawiedliwości niż współczucia. Może zaistnieć fałszywa dychotomia ról ofiary i kogoś kto przeżył traumę.